# (18293) Pilyugin
(18293) Pilyugin – planetoida z pasa głównego asteroid okrążająca Słońce w ciągu 3 lat i 219 dni w średniej odległości 2,35 j.a. Została odkryta 27 września 1978 roku w Krymskim Obserwatorium Astrofizycznym w Naucznym na Półwyspie Krymskim przez Ludmiłę Czernych. Nazwa planetoidy pochodzi od Nikołaja Aleksejewicza Piliugina (1908-1982), głównego projektanta autonomicznych systemów kontroli i komputerów dla rakiet kosmicznych wykorzystanych w programach Sputnik, Luna, Wostok. Przed nadaniem nazwy planetoida nosiła oznaczenie tymczasowe (18293) 1978 SQ4.